# Església de Santa Maria la Major de Vall-de-roures
L'Església de Santa Maria la Major de Vall-de-roures (Província de Terol, Espanya) inseparablement unida a la figura del castell-palau, és un dels més esplèndids exemples de gòtic llevantí de la província de Terol.
Va ser declarada Bé d'Interès Cultural per la resolució de 22 de desembre 1982 i publicada el 5 de desembre de 1983 en el Butlletí Oficial d'Aragó, encara que la delimitació del seu entorn es va retardar fins al 16 d'abril de 2004.

## Descripció històrica-artística
L'església va començar la seva construcció en la segona meitat del segle xiv, en concret entre 1321 i 1423, per l'arquebisbe Pedro Lope de Lluna, aixecant est l'absis i els dos primers trams del temple.
Amb l'arribada de García Fernández d'Heredia a l'arquebisbat es conclou el tercer tram i el campanar, de construcció lleugerament posterior a l'edifici central, aconseguint un encaix perfecte entre el castell i l'església. Posteriorment, al segle xviii s'afegeix una nova construcció, la sagristia encaixada al costat de l'absis del temple.

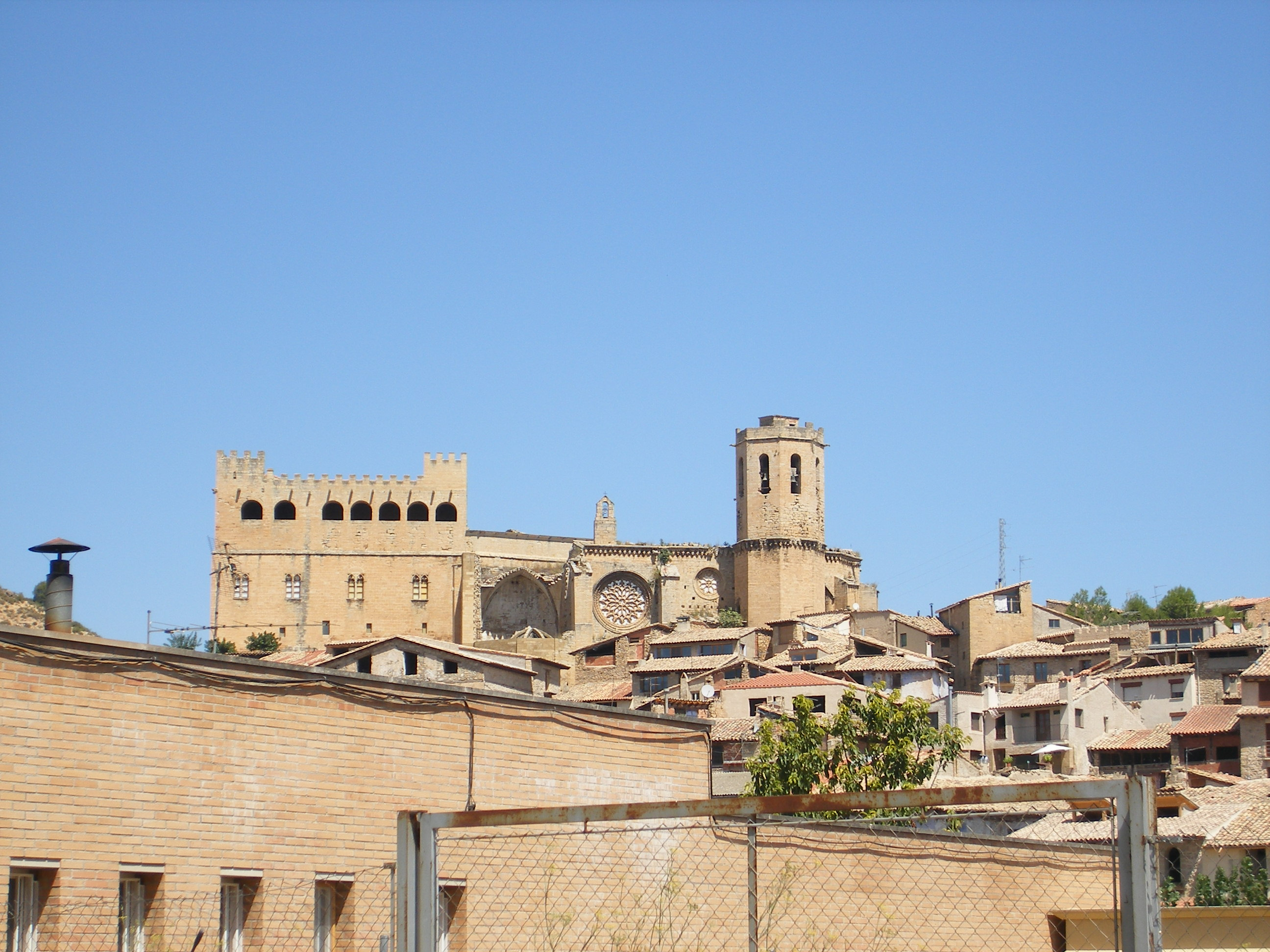
Castell i església

L'església de Vall-de-roures és d'una sola nau de saló o "Hallenkirche", seguint el model norteeuropeo, amb tres trams i capelles laterals en cadascun d'ells excepte en el segon, on està la portada. L'absis té set costats coberts amb una volta de vuit nervis. Tots els seus costats mostren una finestra adornada amb tracería, dels quals, la del centre és la més complexa. Els vitralls i rosasses flamígeres es cobreixen amb alabastre translúcido.
El segle xix va veure un dels moments més foscos de l'església quan en 1877, el rector i els feligresos, després de veure com les seves peticions per a la reparació són ignorades, es veuen obligats a derrocar la teulada del tercer tram, per constituir un seriós perill d'enderrocament. Amb la pedra caiguda aixequen un mur que deixava aïllada la part derruïda i que tallava l'església.
També la guerra civil espanyola causo estralls en el temple destruint el seu retaule renaixentista i causant seriosos danys a la decoració exterior, danys parcialment esmenats en 1966, quan una restauració popular del temple li retorna el seu aspecte gòtic original, eliminant gran part de la decoració posterior.

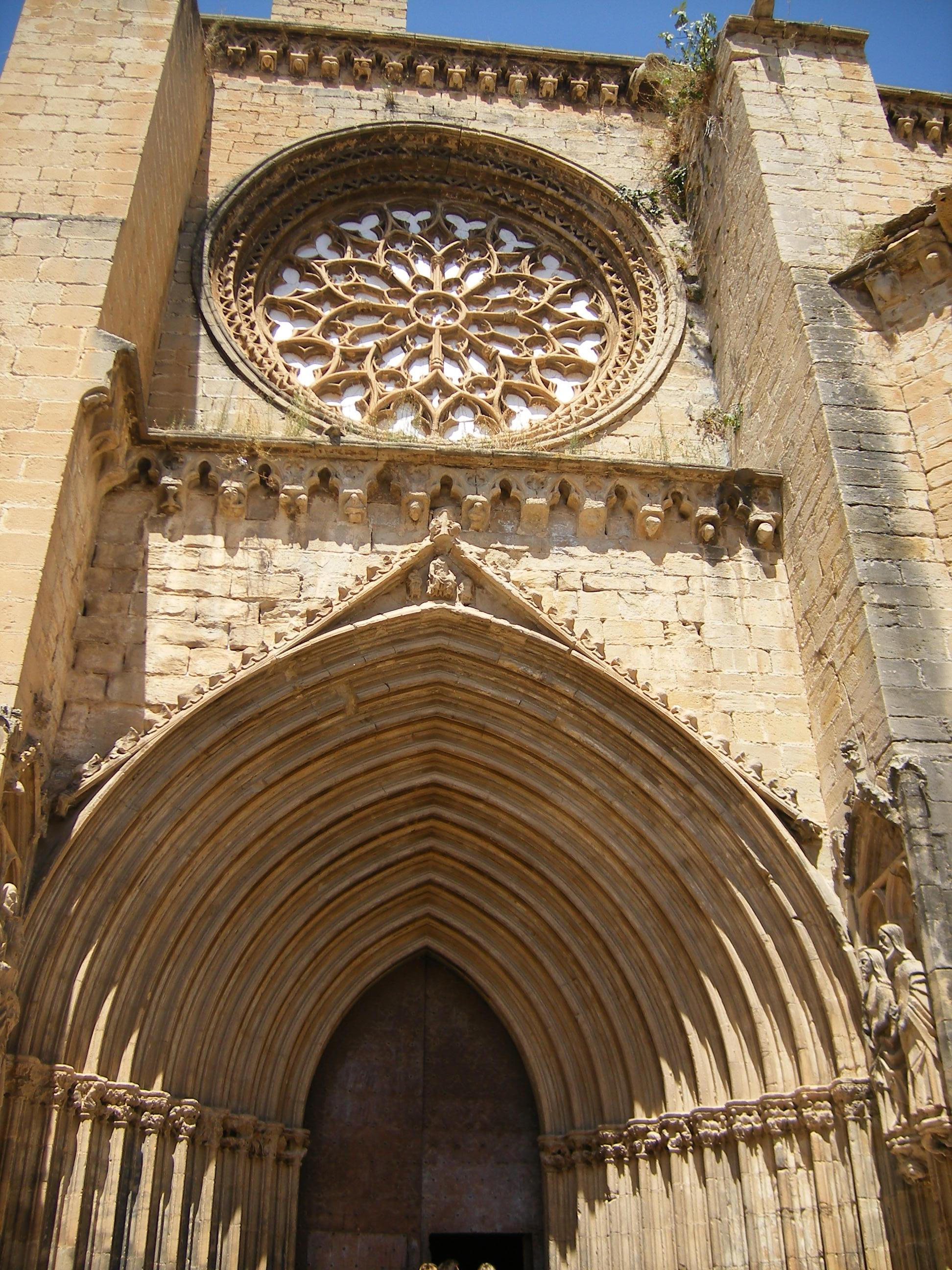
Rosassa de l'església de Santa María la Major.

## Restauració
En 2006 s'inicien els treballs de restauració integral del temple, iniciant-se les millores en sostres, torre campanar, parets, façanes i el claustre. Els treballs més importants es perllonguen fins al 2009.
El tercer tram que era el més afectat es reconstrueix íntegrament i es reintegra al temple. El mur de separació construït preventivament, es va derrocar i es van recuperar totes les peces de pedra possibles.
S'ha recuperat la porta del costat oest i seguint referències antigues s'ha obert un óculo, millorant la lluminositat natural del temple i restituint la façana.
Les voltes derruïdes, s'han reposat finalment i s'ha recuperat el paviment original.
L'església de Santa María La Major s'ha convertit en referent de l'art gòtic espanyol i un paradigma de la conservació, actualment (2011) segueix utilitzant-se per al culte religiós i té diversos processos de restauració complementaris en marxa.